# Апостольский нунций в Сенегале
Апостольский нунций в Республике Сенегал — дипломатический представитель Святого Престола в Сенегале. Данный дипломатический пост занимает церковно-дипломатический представитель Ватикана в ранге посла. Апостольская нунциатура в Сенегале была учреждена на постоянной основе 27 ноября 1961 года, в ранге апостольской интернунциатуры. Её резиденция находится в Дакаре.
В настоящее время Апостольским нунцием в Сенегале является архиепископ Вальдемар Станислав Зоммертаг, назначенный Папой Франциском 6 сентября 2022 года.

## История
Апостольская делегатура Дакара, обладающей юрисдикцией в отношении всех французских континентальных и островных колоний (за исключением районов Северной Африки), была учреждена 22 сентября 1948 года, бреве «Expedit et Romanorum Pontificum» папы римского Пия XII.
3 мая 1960 года, согласно бреве «Decet Nos» Папы Иоанна XXIII, апостольская делегатура Дакара получила название Апостольской делегатуры Западной Африки, обладающей юрисдикцией в отношении следующих африканских стран: Сенегал, Республика Верхняя Вольта, Берег Слоновой Кости, Дагомея, Гвинея, Мавритания, Нигер, Судан, Того, Гана, Гамбия и Сьерра-Леоне.
27 ноября 1961 года Апостольская делегатура Западной Африки получила название Апостольская интернунциатура в Сенегале, бреве «Quantum utilitatis» Папы Иоанна XXIII.
14 марта 1966 года Апостольская интернунциатура была возведена в ранг Апостольской нунциатуры, бреве «Quo firmiores» папы римского Павла VI. Резиденцией апостольского нунция в Сенегале является Дакар — столица Сенегала. Апостольский нунций в Сенегале, по совместительству, исполняет функции апостольского нунция в Кабо-Верде и Гвинее-Бисау, а также является апостольским делегатом в Мавритании.

## Апостольские нунции в Сенегале

### Апостольские делегаты
- Марсель Лефевр C.S.Sp. титулярный архиепископ Аркадиополя Европейского — (22 сентября 1948 — 9 июля 1959 — назначен архиепископом Дакара);
- Эмиль-Андре-Жан-Мари Мори, титулярный архиепископ Лаодикеи Фригийской — (9 июля 1959 — 28 декабря 1961 — назначен апостольским интернунцием).

### Апостольские интернунции
- Эмиль-Андре-Жан-Мари Мори, титулярный архиепископ Лаодикеи Фригийской — (28 декабря 1961 — 11 июня 1965 — назначен апостольским апостольским нунцием в Бурунди, Демократической Республике Конго и Руанде).

### Апостольские про-нунции
- Джованни Бенелли, титулярный архиепископ Тусуро — (11 июня 1966 — 29 июня 1967 — назначен заместителем Государственного секретаря Святого Престола по общим делам);
- Джованни Мариани, титулярный архиепископ Миссуа — (16 октября 1967 — 11 января 1975 — назначен апостольским нунцием в Венесуэле);
- Луиджи Барбарито, титулярный архиепископ Фьорентино — (5 апреля 1975 — 10 июня 1978 — назначен апостольским нунцием в Австралии);
- Луиджи Доссена, титулярный архиепископ Карпи — (24 октября 1978 — 30 декабря 1985 — назначен апостольским нунцием в Перу);
- Пабло Пуэнте Бусес, титулярный архиепископ Макри — (15 марта 1986 — 31 июля 1989 — назначен апостольским нунцием в Ливане);
- Антонио Мария Вельо, титулярный архиепископ Эклано — (21 октября 1989 — декабрь 1994 — назначен апостольским нунцием).

### Апостольские нунции
- Антонио Мария Вельо, титулярный архиепископ Эклано — (декабрь 1994 — 2 октября 1997 — назначен апостольским нунцием в Ливане и Кувейте, а также апостольским делегатом на Аравийском полуострове);
- Жан-Поль-Эме Гобель, титулярный архиепископ Галации Кампанийской — (6 декабря 1997 — 31 октября 2001 — назначен апостольским нунцием в Никарагуа);
- Джузеппе Пинто, титулярный архиепископ Англоны — (4 декабря 2001 — 6 декабря 2007 — назначен апостольским нунцием в Чили);
- Луис Мариано Монтемайор, титулярный архиепископ Иллици — (19 июня 2008 — 22 июня 2015 — назначен апостольским нунцием в Демократической Республике Конго);
- Майкл Уоллес Банак, титулярный архиепископ Мемфиса — (19 марта 2016 — 3 мая 2022 — назначен апостольским нунцием в Венгрии);
- Вальдемар Станислав Зоммертаг, титулярный архиепископ Траэктум ад Мосам — (6 сентября 2022 — по настоящее время).